# Fårikål
Fårikål „ovce v zelí“ je norský pokrm sestávající z jehněčího se zelím, který je považován za norské národní jídlo. Pokrm je připravován vařením postupně vrstveného jehněčího ramínka se zelím kořeněného solí a černým pepřem, a jako příloha se podávají vařené brambory.
Fårikål získal pozici norského národního pokrmu v soutěži která proběhla v roce 1972 v pořadu Nitimen veřejnoprávního rozhlasu NRK. V roce 2014 ministryně zemědělství Sylvi Listhaug vyhlásila novou soutěž při příležitosti dvousetletého výročí norské ústavy. Při té znovu vyhrál fårikål, následován karbanátky kjøttkaker, bramborovým knedlíkem raspeball a vánočním pokrmem pinnekjøtt.